# Grigorij Gerszuni

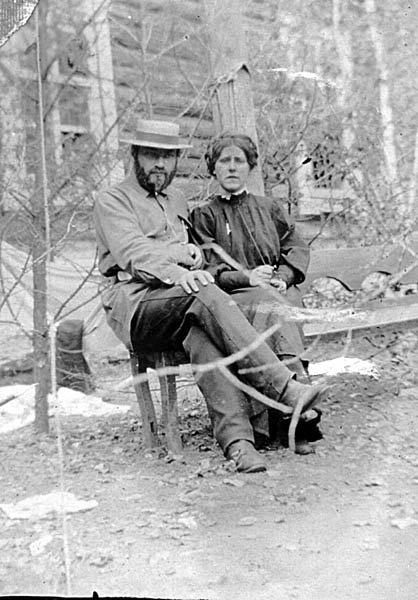
Maria Spiridonowa i Grigorij Gerszuni na katordze w Akatuju 1906

Grigorij Gerszuni, wł. Isaak Gersz (ur. 17 września?/29 września 1870 w Kownie, zm. 29 marca 1908 w Zurychu) – rosyjski rewolucjonista pochodzenia żydowskiego, jeden z twórców i przywódców Partii Socjalistów-Rewolucjonistów.

## Życiorys
Pochodził z ubogiej rodziny żydowskiej. Uczył się w gimnazjum w Szawlach, lecz nie zdołał uzyskać końcowego dyplomu. Przeniósł się wówczas do Kijowa i zdobył wykształcenie prowizora aptekarskiego. Pracował w zawodzie początkowo w Moskwie, następnie, od 1898, w Mińsku. Nawiązał tam kontakt z niewielką grupą radykalnie lewicową posługującą się nazwą Robotnicza Partia Wyzwolenia Politycznego Rosji i zaczął prawdopodobnie pracować w jej piśmie "Swoboda". W 1900 został w związku z tym aresztowany i przewieziony do więzienia w Moskwie, a następnie zwolniony z braku dowodów.
Pod wpływem działaczki narodnickiej Jekatieriny Brieszko-Brieszkowskiej zainteresował się zagadnieniem rewolucyjnego terroru. Razem z Brieszkowską i Michaiłem Mielnikowem założył w 1902 Organizację Bojową eserowców – grupę bojową Partii Socjalistów-Rewolucjonistów, której zadaniem miało być przeprowadzanie zamachów na szczególnie znienawidzonych urzędników carskich. Jako pierwsze ofiary wyznaczeni zostali Dmitrij Sipiagin i Konstantin Pobiedonoscew. 2 kwietnia 1902 członek grupy Gerszuniego, Stiepan Bałmaszow, dokonał udanego zamachu na ministra spraw wewnętrznych, Sipiagina. Trzy dni później, w czasie pogrzebu Sipiagina, Gerszuni nakazał Juliji Jurkowskiej i Jewgienijowi Grigoriewowi zamordowanie Pobiedonoscewa, do czego jednak nie doszło. Następnie razem z Mielnikowem wyjechał do Kijowa, gdzie zaplanował kolejny zamach - na gubernatora Charkowa Michaiła Oboleńskiego.
Do próby zamachu na Oboleńskiego doszło 29 lipca 1902 w Charkowie. Gerszuni udał się razem z zamachowcem, Fomą Kaczurą, do teatru w ogrodzie Tivoli. W czasie antraktu Kaczura oddał dwa strzały w kierunku gubernatora, jednak zdołał jedynie go zranić. Gerszuni zbiegł z miejsca zdarzenia, natomiast Kaczura, aresztowany, złożył obszerne zeznania, wskazujące na pomysłodawcę zamachu. W styczniu 1903 organizacja bojowa została zdziesiątkowana aresztowaniami, jednak sam Gerszuni uniknął pojmania. Zorganizował natomiast kolejny zamach, którego ofiarą padł 6 maja 1903 w Ufie miejscowy gubernator Nikołaj Bogdanowicz, winny brutalnej pacyfikacji strajku robotników w Złatoustowie. Gerszuni, śledzony przez policyjnych agentów, zdołał zbiec z Ufy do Kijowa i dopiero tam został 13 maja aresztowany na dworcu kolejowym. 
25 lutego 1904 po siedmiodniowym procesie członków organizacji bojowej eserowców przed sądem okręgowym w Petersburgu został skazany na karę śmierci, zamienioną następnie na bezterminową katorgę. Kierownictwo organizacji objął po nim jeden z jego najbliższych współpracowników, Jewno Azef (zdemaskowany w 1908 jako policyjny prowokator, prowadzący podwójną grę z rewolucjonistami i organami ścigania). Jesienią 1906 eserowcy zorganizowali ucieczkę Gerszuniego z katorgi w Akatuju (wyniesiono go w beczce). Poprzez Władywostok i Japonię wyjechał do Stanów Zjednoczonych. W 1907 brał udział w zjeździe eserowców w Tammerforsie, gdzie opowiedział się przeciwko stosowaniu ekspropriacji jako metody walki rewolucyjnej. Zmarł w 1908 w Szwajcarii, pochowany w Paryżu. Autor wspomnień.